# Dryobotodes aulombardi
Dryobotodes aulombardi là một loài bướm đêm trong họ Noctuidae.